# Rutes E9x
Xarxa de carreteres europees de tipus 9x

## Rutes de classe A

### Rutes nord-sud
| Rutes E | Es. (*) | Trajecte                                      | Itinerari elbruz.org |
| ------- | ------- | --------------------------------------------- | -------------------- |
| E91     | -       | Toprakkale - Yayladağı (Turquia)              | E91                  |
| E95     | (*)     | Sant Petersburg (Rússia) - Merzifon (Turquia) | E95                  |
| E97     | (*)     | Kherson (Ucraïna) - Aşkale (Turquia)          | E97                  |
| E99     | -       | Şanlıurfa (Turquia) - Sadarak (Azerbaidjan)   | E99                  |

### Rutes oest-est
| Rutes E | Es. (*) | Trajecte                                   | Itinerari elbruz.org |
| ------- | ------- | ------------------------------------------ | -------------------- |
| E90     | (*)     | Lisboa (Portugal) - Habur (Turquia) - Irak | E90                  |
| E92     | -       | Igumenitsa - Volos (Grècia)                | E92                  |
| E94     | -       | Corint - Atenes (Grècia)                   | E94                  |
| E96     | -       | Izmir - Sivrihisar (Turquia)               | E96                  |
| E98     | -       | Topbogazi - Cilvegözü (Turquia) - Siria    | E98                  |

## Rutes de classe B
| Rutes E | Es.(*) | Trajecte                         | Itinerari elbruz.org |
| ------- | ------ | -------------------------------- | -------------------- |
| E901    | -      | Madrid - València (Espanya)      | E901                 |
| E902    | -      | Jaén - Màlaga (Espanya)          | E902                 |
| E931    | -      | Mazara del Vallo – Gela (Itàlia) | E931                 |
| E932    | -      | Buonfornello - Catània (Itàlia)  | E932                 |
| E933    | -      | Alcamo - Trapani (Itàlia)        | E933                 |
| E951    | -      | Ioannina - Mesolongi (Grècia)    | E951                 |
| E952    | -      | Aktio - Làmia (ciutat) (Grècia)  | E952                 |
| E961    | (*)    | Trípoli - Gythio (Grècia)        | E961                 |
| E962    | -      | Eleusis - Tebes (Grècia)         | E962                 |

## Esmenes: ampliació o modificació de la xarxa
Esmenes a l'acord europeu sobre les grans rutes de tràfic internacional (doc. TRANS/SC.1/2001/3 du 20/07/2001 et TRANS/SC.1/2002/3 du 09/04/2002)
- Les rutes E91, E96 i E98 concerneixen a un itinerari a l'Àsia.
- E95: extensió a l'Àsia (Turquia)
- E97: modificació d'itinerari : antic : Rostov del Don - Krasnodar - Novorossiïsk - Sotxi (Rússia) - l'Àsia ; nou : Kherson − Djankoï (Ucraïna) − Novorossiïsk - Sotxi (Rússia) − l'Àsia '; la part antiga abans de Novorossiïsk s'inclou a la ruta E115.